# Werner Waldhoff
Werner Waldhoff (Pseudonym: Claude Ericsson; * 16. Oktober 1943 in Breslau; † Sommer 1997) war ein deutscher Schriftsteller und Übersetzer.

## Leben
Werner Waldhoff diente nach dem Abitur kurze Zeit bei der Bundeswehr und fuhr anschließend auf Schiffen der Handelsmarine nach Afrika, Amerika und Südostasien. Studienversuche in den Fächern Physik, Wirtschaftswissenschaft und Informatik brach er jeweils ab. Dazwischen war er als Kellner und Lkw-Fahrer tätig. Seine Verstrickung in kriminelle Aktivitäten (vor allem Autoschiebereien) brachten Waldhoff eine vierjährige Haftstrafe ein, während der er mehrfach aus der Haftanstalt auszubrechen versuchte. Nach Ende der Haft begann er, Kurzkrimis für Publikumszeitschriften zu verfassen und zu übersetzen.
Werner Waldhoffs Werk umfasst Kriminalromane, Erzählungen, Jugendbücher, Gedichte und Drehbücher zu Fernsehspielen. Daneben übersetzte er eine Vielzahl von Werken der Unterhaltungsliteratur, aber auch von Autoren wie Margaret Atwood und Jack Kerouac aus dem Englischen.

## Werke
- Punkt für Punkt. Augsburg 1979
- Spurensicherung. München 1979
- Des einen oder anderen Glück. Reinbek bei Hamburg 1983
- Ausbruch. Reinbek bei Hamburg 1984
- Der Schattenboxer. Reinbek bei Hamburg 1984
- Ende der Autobahn. Reinbek bei Hamburg 1985
- Querschläger. Reinbek bei Hamburg 1985
- Der tiefere Grund des Meeres. Frankfurt (Main) 1987
- Das Gesicht unter Wasser. Reinbek bei Hamburg 1988
- Willow. München 1988
- Der dunkle Traum. Stuttgart [u. a.] 1991

## Übersetzungen
- Richard Aellen: Crux. Frankfurt (Main) 1992
- Richard Aellen: Der Mann mit dem zweiten Gesicht. Frankfurt am Main 1989
- Ted Allbeury: Drecksarbeit. Zürich 1995
- Aradia, die Lehre der Hexen. München 1979
- Margaret Atwood: Die eßbare Frau. Düsseldorf 1985
- Margaret Atwood: Lady Orakel. Düsseldorf 1984
- Margaret Atwood: Die Unmöglichkeit der Nähe. Düsseldorf 1980
- Margaret Atwood: Verletzungen. Düsseldorf 1982
- Sousan Azadi: Flucht aus dem Iran. Zürich 1989
- Jack Beeching: Die Macht und die Grausamkeit. Reinbek bei Hamburg 1983
- Larry Beinhart: Kein Trip für Cassella. Reinbek bei Hamburg 1989
  - Die Rechnung (E-Book). spraybooks, Köln 2015, ISBN 978-3-945684-04-7
- Norman Bogner: Die Unerbittlichen. Zürich 1984
- Simon Brett: Dunkelmänner haben keine Schatten. Frankfurt am Main 1986
- Simon Brett: Komödianten lachen laut und sterben leise. Frankfurt am Main 1987
- Simon Brett: Spekulanten spaßen nicht. Frankfurt am Main 1986
- Steven Callahan: Im Atlantik verschollen. Zürich 1987
- Carolyn Cassady: Heart beat. Reinbek bei Hamburg 1980
- Bob Cook: Arrivederci Roma. Reinbek bei Hamburg 1988
- A. Craig Copetas: Marc Rich. Zürich 1986
- Michael Cunningham: Fünf Meilen von Woodstock. Zürich 1992
- John Fante: Ich, Arturo Bandini. Augsburg 1981
- Yossi Ghinsberg: Amazonas. Zürich 1994
- Robert Goddard: Das Geheimnis der Lady Paxton. München 1996
- Robert Goddard: Geschlossene Gesellschaft. Zürich 1995
- Robert Goddard: Heute nicht und niemals wieder. Zürich 1994
- Robert Goddard: Die Krallen der Katze. Zürich 1991
- Robert Goddard: Leben heißt jagen. Zürich 1991
- Robert Goddard: Nimm niemals Abschied. Zürich 1993
- Richard Hammer: Eine Messe für den Paten. Zürich 1983
- Lucy Irvine: Eva und Mister Robinson. Zürich 1984
- John Jakes: California-Gold. Zürich 1990
- John Jakes: Himmel und Hölle. Zürich 1988
- John Jakes: Liebe und Krieg. Zürich 1987
- Jack Kerouac: Maggie Cassidy. Reinbek 1980
- Jack Kerouac: Traumtagebuch. Augsburg 1978
- Ronald Koertge: Boogeyman. Augsburg 1982
- Hans Koning: Das Komplott. Zürich 1985
- Meridel Le Sueur: O.K. Baby. München 1982
- Bobbi Lee: Indian rebel. München 1977
- Richard Leo: Jenseits aller Grenzen, Zürich 1992
- Jay Martin: Henry Miller. Düsseldorf 1980
- Rory Nugent: Im Gebirge der Plagen oder Auf der Suche nach der rosaköpfigen Ente am Ende der Welt. Zürich 1991
- Jerry Oster: New York, Babylon. Reinbek bei Hamburg 1986
- Patricia Roberts: Gebrochene Flügel. Reinbek bei Hamburg 1985
- Jack S. Scott: Die Lokalmatadore. Reinbek bei Hamburg 1984
- Steve Shagan: Vendetta. Zürich 1987
- Gilbert Shelton: Die 7te Reise der Fabulous Furry Freak Brothers und noch 17 Comic-Geschichten mehr. Frankfurt am Main 1979 (übersetzt zusammen mit Harry Rowohlt)
- Thorne Smith: Der Jungbrunnen. Frankfurt am Main 1987
- Thorne Smith: Topper. Frankfurt am Main 1986
- Thorne Smith: Topper geht auf Reisen. Frankfurt am Main 1986
- Thorne Smith: Verkehrte Welt. Frankfurt am Main 1987
- Paul Theroux: Moskito-Küste. Düsseldorf 1983
- Fay Weldon: Die Teufelin. München 1987